# Krzyż Zasługi Lotniczej (Hiszpania)
Krzyż Zasługi Lotniczej (hiszp. Cruz del Mérito Aeronáutico) – odznaczenie wojskowe Królestwa Hiszpanii,przyznawane za czyny waleczności i zasługi w powietrzu, podczas wojny lub pokoju. Nadawany członkom sił zbrojnych, Gwardii Cywilnej oraz osobom cywilnym.

## Historia i nadawanie
Ustanowiony 30 listopada 1945 roku przez Francisco Franco jako szefa państwa pod nazwą Order Zasługi Lotniczej i modyfikowany w 1976, 1995 (zmiana nazwy), 2003 i 2007 roku. Nadawany początkowo w trzech klasach oraz ze srebrnym krzyżem dla podoficerów; w 1995 liczbę klas zredukowano do dwóch, zaś liczba odmian została zwiększona do czterech.
Zgodnie z obecnym statutem, odznaczenie jest nadawane w następujących klasach:
- Krzyż Wielki – generałom, admirałom oraz osobom cywilnym o analogcznym statusie;
- Krzyż – pozostałym oficerom, podoficerom, żołnierzom oraz osobom cywilnym.

Odmiany odznaczenia są następujące:
- Z Odznaką Czerwoną (con distintivo rojo) – za czyny waleczności i zasługi podczas konfliktu zbrojnego lub operacji z użyciem sił zbrojnych; od 2007 roku może być nadany żołnierzowi za waleczność lub zasługi podczas misji zagranicznych lub żołnierzowi poległemu podczas pełnienia takiej misji;
- Z Odznaką Niebieską (con distintivo azul) – za zasługi lub służbę w ramach operacji z mandatu ONZ lub innych organizacji międzynarodowych;
- Z Odznaką Żółtą (con distintivo amarillo) – za zasługi lub służbę w warunkach dużego ryzyka, a także osobom, które zostały ranne lub poległy podczas służby w takich warunkach;
- Z Odznaką Białą (con distintivo blanco) – za pozostałe zasługi w służbie wojskowej.

Możliwe są wielokrotne nadania w każdej klasie i odmianie.

## Insygnia
Odznaczenie posiada kształt złotego krzyża greckiego pokrytego czerwoną emalią w odmianie z Odznaką Czerwoną, zaś emalią białą w pozostałych odmianach. Oznaki odmian z Odznaką Niebieską oraz Odznaką Żółtą posiadają dodatkowo belkę odpowiedniej barwy w poprzek dolnego ramienia. Górne ramię wieńczy królewska korona pod którą znajduje się prostokątna tabliczka na której wygrawerowana jest data otrzymania odznaczenia. Na okrągłej tarczy środkowej umieszczone są herby Kastylii, Leónu, Aragonii, Nawarry i Granady (do 2003 roku znajdowały się tam tylko naprzemiennie rozmieszczone herby Kastylii i Leonu); pośrodku, w owalnej niebieskiej tarczy znajduje się lilie dynastii Burbonów. Tarczę środkową wieńczy druga królewska korona, zaś po jej bokach znajdują się skrzydła, rozciągające się na boczne ramiona krzyża. Na rewersie znajdują się litery „MA” (Mérito Aeronáutico) na czerwonym tle. Krzyż jest noszony na wstążce na lewej stronie piersi. Kolejne nadania oznacza się za pomocą okuć z datą otrzymania na wstążce.
Oznaka Krzyża Wielkiego ma taki sam kształt, lecz jest noszona na wstędze przełożonej przez prawe ramię.
Gwiazda noszona dodatkowo w klasie Wielkiego Krzyża jest złota, o ośmiu pękach promieni, z nałożonym krzyżem. Obecnie pomiędzy ramionami krzyża znajdują się naprzemiennie umieszczone wieża (Kastylia) oraz lew (Leon).
| Krzyż Wielki z Odznaką Czerwoną | Krzyż Wielki z Odznaką Niebieską | Krzyż Wielki z Odznaką Żółtą | Krzyż Wielki z Odznaką Białą |
| Krzyż z Odznaką Czerwoną        | Krzyż z Odznaką Niebieską        | Krzyż z Odznaką Żółtą        | Krzyż z Odznaką Białą        |

## Baretki
| Krzyż Wielki z Odznaką Czerwoną | Krzyż Wielki z Odznaką Niebieską | Krzyż Wielki z Odznaką Żółtą | Krzyż Wielki z Odznaką Białą |
| Krzyż z Odznaką Czerwoną        | Krzyż z Odznaką Niebieską        | Krzyż z Odznaką Żółtą        | Krzyż z Odznaką Białą        |